# Kukiča

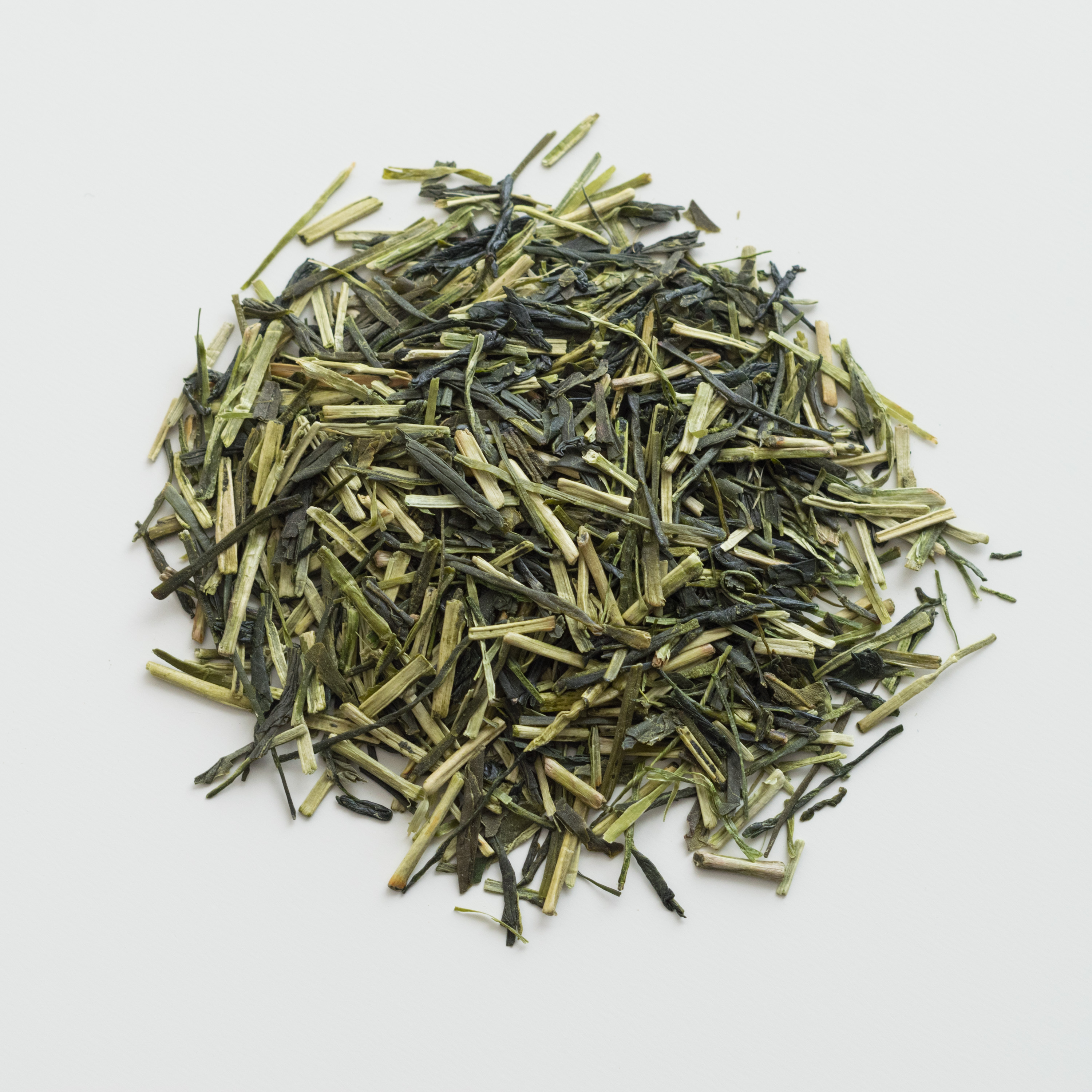
Čaj Kukiča

Kukiča (Kukicha) je japonský čaj, který je vyrobený z větviček a stonků rostliny čajovníku. Je známý pod jménem „větvičkový čaj“. Je také známý jako tříletý čaj, protože větvičky a stonky použité k výrobě tohoto čaje byly na rostlině po dobu minimálně 3 let. Díky tomu ztratil většinu kofeinu přírodní cestou. Název čaje je dovozen z japonského slova „kuki“, což znamená stonek. Přestože je čaj vyráběn ze zbytků stonků, řapíků, větviček, lístků či z pozůstatků z produkce jiných čajů, je vysoce ceněný mezi opravdovými znalci, a to pro svou chuť. Čaj má sladkou, krémovou a lehce oříškovou chuť.

## Původ Kukiči

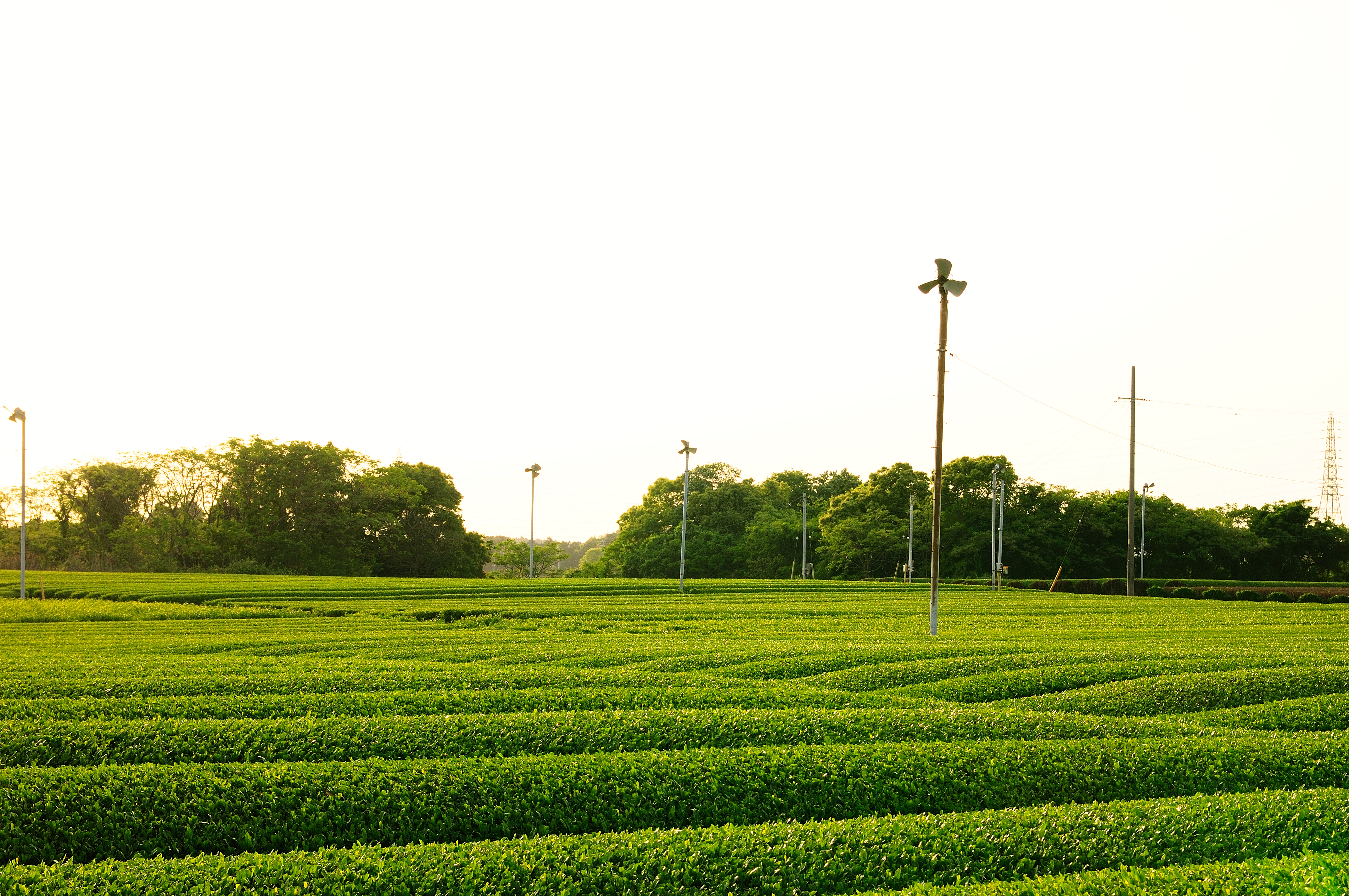
Plantáž v Japonsku

Kukiča pochází z Japonska. První plantáže se údajně nacházely v regionu Udži, jižně od Kjóta. Tento čaj vzniká při první sklizni čaje Senča, Banča a Gjokuro. Všechny tyto odrůdy jsou vytvářeny z keřů čajovníku čínského. Kukiča patří do skupiny čajů vznikajících z pozůstatků z výroby jiných druhů.
Listy a větvičky jsou pečlivě zpracovány. Zbytky se následně suší po dobu až tří let ve speciálním papíru. Následně se pak stříhají na shodnou délku, pálí nebo praží a třídí. Doba a teplota při sušení a pražení se mění podle kvality sklizeného čaje, aby se sjednotila.

## Vaření
Lze jej připravit dvěma způsoby. Můžeme jej vařit při teplotě 70–80 °C. Tento proces by měl trvat cca 1 minutu, maximálně 3 minuty. Lze jej také zalít studenou vodou a nechat několik hodin louhovat. Na konvičku o objemu 0,5 litru použijeme 5–7 gramů čaje.